# Les Identitaires
El Bloc identitaire, BI, (en català, Bloc Identitari) o Bloc identitaire – Mouvement social européen és un partit polític francès d'extrema dreta fundat l'any 2003. A diferència d'altres partits de dreta nacionalistes francesos, com el Front Nacional, el BI centra el seu nacionalisme en Europa i en l'objectiu d'enfortir Europa de cara als Estats que hi pertanyen, a les regions i nacions sense Estat, sense posicionar-se oficialment i concretament contra el nacionalisme francès. En canvi, considera que el multiculturalisme és desintegrador i conseqüentment indesitjable, i es molesta pel creixent nombre de persones de religió islàmica a Europa.
És present sobretot a Occitània. L'any 2009 comptava amb uns 2.000 militants a França.